# 成軌
成 軌（せい き、? - 528年）は、北魏の宦官。字は洪義。本貫は上谷郡居庸県。

## 経歴
若くして宮刑を受け、宮中に入って謹直に仕え、中謁者僕射に任じられた。孝文帝の顔色をうかがって、折々にその欲しいと思うものを差し出したため、帝に気に入られた。孝文帝の南征に従って、帝に食事を出す係をつとめた。孝文帝が病床に伏せると、成軌は帝のそばに詰めて、昼も夜も休むことがなかった。孝文帝が洛陽に帰ると、帛100匹を賜った。
景明年間、僕射のまま嘗食典御丞をつとめた。中給事中・歩兵校尉に転じ、皇太子元詡に仕えるよう命じられた。515年（延昌4年）、中常侍・中嘗食典御・光禄大夫に転じ、始平伯の爵位を受けた。統京染都将となり、崇訓太僕少卿に転じた。母が死去すると、成軌は辞職して喪に服し、朝廷から主書の常献景が弔慰の使者として派遣された。成軌は再びもとの官で再起用され、安東将軍・崇訓衛尉卿に進んだ。長らくを経て、典御・崇訓のまま中侍中・撫軍将軍となった。まもなく中軍将軍・燕州大中正となった。526年（孝昌2年）、始平県開国伯に封じられた。孝明帝が潘嬪を寵愛するようになると、成軌は潘嬪の仮の父となり、このため宮中の宦官のあいだで畏敬されるようになった。
528年（建義元年）、孝荘帝を河陰に迎え、爵位を侯に進め、衛将軍の号を受けた。この年の8月に死去した。車騎大将軍・雍州刺史の位を追贈された。諡は孝恵といった。
弟の子にあたる成仲慶が後を嗣ぎ、鎮軍将軍・光禄大夫となった。

## 伝記資料
- 『魏書』巻94 列伝第82
- 『北史』巻92 列伝第80